# Gone Abie Gone
«Gone Abie Gone» (укр. «Бувай, Ейбі, бувай») — четверта серія двадцять четвертого сезону мультсеріалу «Сімпсони», прем'єра якої відбулась 11 листопада 2012 року у США на телеканалі «Fox».

## Сюжет
Гомер отримує велику суму грошей (5 тисяч доларів) компенсації за те, що підліток зі скрипучим голосом випадково кинув на нього гарячі кільця цибулі. Гомер відкладає ці гроші у банк на коледж для Ліси. Однак, Ленні та Карл попереджають його, що банки тепер не такі безпечні, як раніше. За порадою Мо Гомер розміщує фонд на покерному сайті, що жахає Лісу.
Тим часом Мардж згадує, що вони з Гомером забули напередодні відвідати діда Сімпсона, тож вони швидко вирушають до Спрінґфілдського замку пенсіонерів, щоб вибачитися. Однак працівники повідомляють їм, що Ейб зник. Шукаючи в його кімнаті підказки, вони знаходять підставку з ресторану «Спіро» — «місця, яке змінило життя» Ейба.
Удома Ліса з жахом виявляє, що Барта програв у покері трохи грошей з її фонду на коледж, тож вона проганяє брата. Наодинці Ліса вирішує вийти з вебсайту. Однак вона помічає, що її онлайн-аватар має щасливу карту. В результаті, вона відіграє гроші і виграє ще 50 доларів.
Гомер і Мардж поспішають до «Спіро» ― тепер кафе для байкерів. Власник клубу, Спіро Пападапаконстантикасгіанополоподоподополіс, впізнає Ейба з фотографії та повідомляє Гомеру, що батько працював у нього багато років тому, коли «Спіро» переживав свій розквіт… Ейб працював офіціантом. Під час роботи він таємно писав тексти пісень у своєму блокноті. Одного вечора, коли тільки більшість клієнтів пішли, Ейб зіграв на фортепіано одну зі своїх пісень, яка привернула увагу прекрасної джазової співачки Рити ЛаФльор.
Мардж знаходить номер телефону Рити і дзвонить їй. На запитання, чи знає вона Абрахама Сімпсона та відповідає, що є його дружиною…
Тим часом Ліса продовжує грати у віртуальний покер зі своїм фондом на коледжу. Їй вдається збільшити свій статок з 5 тисяч до понад 413 тисяч доларів.
Гомер і Мардж відвідують постарілу Риту, яка розповідає їм про свою історію кохання до Ейба Сімпсона… Після звільнення зі «Спіро» Ейб і Рита завели таємний роман. З'ясовується, що в цей час Гомеру було шість років, але він нічого не пам'ятає. Невдовзі Ейб запропонував Риті вийти за нього заміж. Після їхнього весілля Риту запросили у турне по Європі. Однак, Ейб вирішив не їхаити з нею, бо треба піклуватися про постійно необережного Гомера, що важливіше. Згодом Рита полетіла до Європи і підсіла на героїн… Відтоді вони з Ейбом більше ніколи не бачилися. Шокований одкровенням, Гомер відчуває нову повагу до свого батька через жертви, які він зробив заради нього.
Ліса помічає можливість виграти ще більше грошей, і ставить все проти Другого Номера Боба зі Спрінґфілдської в'язниці. Однак, Боб розкриває карти і виграє. Ліса втрачає всі гроші і плаче, що зіпсувала своє майбутнє. Барт підходить до неї, і зізнається, що давно використовує аватар Другого Номера Боба в Інтернеті. На жаль, на покерному сайті з'ясували, що Барт та Ліса — неповнолітні, тож повернули їм лише вкладені 5 тисяч доларів.
На прощання Рита ЛаФльор передає Гомеру і Мардж одеколон Ейба, з ексцентричним «старим» запахом. Вони вирушають до єдиної парфумерної, що продає цей аромат, і яку відвідував дідусь. Несподівано, вони знаходять Ейба там. Хоча дід Сімпсон відмовляється повертатися до будинку престарілих, але Гомер обіцяє, що сім'я буде частіше відвідувати його.
Повернувшись додому, Ейб несподівано чує, що грає його пісня — її виконує Рита. Вони обіймаються, і грають мелодію разом, але згодом засипають в обіймах одне одного.

## Цікаві факти і культурні відсилання
- Залежність Ліси від Інтернет-покеру аналогічна залежності Мардж від азартних ігор у серії 5 сезону «$pringfield (Or, How I Learned to Stop Worrying and Love Legalized Gambling)».

## Ставлення критиків і глядачів
Під час прем'єри серію переглянули 6,86 млн осіб з рейтингом 3.2, що зробило її найпопулярнішим шоу на каналі «Fox» тієї ночі.
Роберт Девід Салліван з «The A.V. Club» дав серії оцінку C+ прокоментувавши, що сюжет Гомера-Ейба був «ще однією тонкою історією з невеликою сатиричною іскоркою, і ми навіть не отримали багато „діда Сімпсона у розгубленому старечому маразмі“», а підсюжет Ліси був «особливо несуттєвим».
Водночас, Тереза Лопес з «TV Fanatic» дала серії чотири з половиною з п'яти зірок, сказавши:
|  | Серія витрачає деякий час зосереджуючи увагу на одному з найулюбленіших, але зрідка злісних персонажів серії ― дідусеві [Сімпсон]. У минулому ми бачили Ейба сором'язливим романтиком, грубим батьком і навіть жорстким сержантом. Цього разу ми отримуємо ще більш детальну історію… Такі епізоди, як цей, роблять шоу приємним. |

Згідно з голосуванням на сайті The NoHomers Club більшість фанатів оцінили серію на 3/5 із середньою оцінкою 3,13/5.